# Геммелл, Рут
Рут Геммелл (англ. Ruth Gemmell; род. 1 января 1967, Дарлингтон, район Дарлингтон, графство Дарем, Северо-Восточная Англия, Англия, Великобритания) — британская актриса, известная своей ролью в фильме 1997 года «Футбольная лихорадка», также известна по телесериалу «Утопия» в роли Джен Дагдейл.
В 1996 году сыграла в восьми эпизодах телесериала «Безмолвный свидетель» в роли детектива-констебля Керри Кокс, а затем в качестве других персонажей в отдельных эпизодах в 2006 и 2014 годах.
Также сыграла ещё в нескольких шоу, в том числе в сериале «Потерянность» в 2014 году и в эпизоде сериала «Убийства в Мидсомере» в середине сезона в 2015 году. Она была главным героем в сериале ITV «Home Fires», играя роль жены священнослужителя Сары Коллингборн.

## Ранние годы
Родилась в Бристоле, но выросла в графстве Дарем, где она посещала школу для девочек в Дарлингтоне под названием «Школа Полам Холл». У неё три брата. Её родители развелись, когда она была ребёнком, и она переехала с матерью в Дарлингтон из Замка Барнард. Позже она переехала в Лондон, чтобы жить со своим отцом и осуществить свою актёрскую мечту.
Обучалась в Академии драматического искусства Уэббера Дугласа в Лондоне.

## Личная жизнь
Геммелл вышла замуж за актёра Рэя Стивенсона в Вестминстере, в Лондоне, в 1997 году, с которым она познакомилась в 1995 году во время съемок телевизионной драмы «Банда золота». Пара развелась в 2005 году.

## Карьера
Геммелл играла разные роли, в основном в театрах и телевизионных драмах. Сыграла главную женскую роль «Футбольная лихорадка», основанную на одноимённом романе Ника Хорнби, в главной роли с Колином Фёртом и сыграла ещё одну ведущую роль в комедийно-драматическом фильме «2 января» (2006).
В 2004 году сыграла в фильме «Трейси Бикер о себе» в роли матери главной героини, которая бросила её, когда та была ребёнком, что привело её к жизни в детском доме.
С января 2009 года стала сниматься в телесериале «Жители Ист-Энда» в роли Дебры Дин, матери девочки-подростка, которая бросила свою дочь, когда та ещё была младенцем.
В августе 2009 года снялась в роли Ребекки Сэндс в двух эпизодах телесериала «Чисто английское убийство».
Также появлялась в полицейской драме-телесериале BBC «Пробуждая мертвецов», играя двух разных персонажей. Её первое появление в этом сериале было в 2002 году в эпизоде «Особые отношения» в роли Джесс Уоррал. Также она появилась в эпизоде седьмого сезона «Грехи» в 2008 году в роли Линды Каммингс. Бывший муж Геммел Рэй Стивенсон также появился в этом сериале в качестве консультанта по похищению детей в эпизоде «Фуга-государство».
Снялась в восьмом эпизоде сериала BBC «Двигаясь вперед» в ноябре 2010 года. Там она сыграла роль Джоан.
В ноябре 2011 года сыграла Сэй-Сёнагон в экранизации для BBC Radio 4 «Записки у изголовья» Роберта Форреста. В начале 2013 года сыграла роль Джен, жены прелюбодейного государственного служащего, в драматическом телесериале «Утопия».
В 2015 году появилась в пяти эпизодах телесериала «Страшные сказки» в роли Октавии Путни.

## Фильмография

### Фильмы
| Год  | заглавие                     | Роль             |
| ---- | ---------------------------- | ---------------- |
| 1991 | Кому нужно сердце            | камеристка       |
| 1997 | Футбольная лихорадка         | Сара Хьюз        |
| 1997 | The Perfect Blue             | Джо              |
| 2004 | Трейси Стакан: фильм обо мне | Карли Стакан     |
| 2006 | 2 января                     | Клэр             |
| 2008 | Хорошо                       | Элизабет         |
| 2010 | F                            | Сара Балхэм      |
| 2012 | Хранение 24                  | Сара             |
| 2012 | Преступник                   | Касси            |
| 2019 | Скалы Свободы                | Варвара Вакринос |

### Телевидение
| Год     | Название фильма                | Роль                             |
| ------- | ------------------------------ | -------------------------------- |
| 1995    | Чисто английское убийство      | Сью Лэйтем                       |
| 1995    | Банда золота                   | Джина Диксон                     |
| 1996    | Kavanagh QC                    | Дженни Норрис                    |
| 1996    | Short Sharp Shocks             | Кейт                             |
| 1996    | Silent Witness                 | Керри Кокс                       |
| 1997    | Peak Practice                  | Кристин Хигсон                   |
| 1998    | Macbeth                        | леди Макдафф                     |
| 1999    | Чисто английское убийство      | Джейн Джойс                      |
| 1999    | The Alchemists                 | Юлия Баннерман                   |
| 1999    | Four Fathers                   | Никола Яллоп                     |
| 2001    | Holby City                     | Диана Колдер                     |
| 2002    | Dalziel and Pascoe             | Рейчел Уоллер                    |
| 2002    | Waking the Dead                | детектив-инспектор Джесс Уорралл |
| 2003    | Чисто английское убийство      | Кэрол Эванс                      |
| 2003    | The Inspector Lynley Mysteries | Джинни Уоринг                    |
| 2003    | Murder in Mind                 | Лиз Уиллис                       |
| 2003    | Spooks                         | Миранда                          |
| 2004    | Blue Dove                      | Дженни Пейдж                     |
| 2005    | Убийства в Мидсомере           | Анна Меррик                      |
| 2006    | The Afternoon Play             | Рейчел                           |
| 2006    | A Touch of Frost               | Кристина Харрис                  |
| 2006    | Silent Witness                 | детектив-инспектор Бет Эшдаун    |
| 2007    | Five Days                      | доктор Тобольска                 |
| 2008    | Agatha Christie's Poirot       | мисс Свитиман                    |
| 2008    | Summerhill                     | Роза                             |
| 2008-09 | Waking the Dead                | Линда Каммингс                   |
| 2009    | Trial & Retribution            | Кей Сатчелл                      |
| 2009    | Primeval                       | Кэтрин Кавана                    |
| 2009    | Жители Ист-Энда                | Дебра Дин                        |
| 2009    | Чисто английское убийство      | Ребекка Сэндс                    |
| 2010    | Lewis                          | Робин Стронг                     |
| 2010    | Casualty                       | Кейт Марголин                    |
| 2010    | Law & Order: UK                | Мэл Гарви                        |
| 2010    | Moving On                      | Джоан                            |
| 2011    | The Fades                      | Алиса                            |
| 2012    | Inside Men                     | Ребекка                          |
| 2013    | Father Brown                   | Марта Куинтон                    |
| 2013    | Dancing on the Edge            | леди Виннет                      |
| 2013    | Holby City                     | Аманда Лейтон                    |
| 2013    | Coming Up                      | Линн                             |
| 2013-14 | Утопия                         | Джен Дугдал                      |
| 2014    | Silent Witness                 | Элли Брук                        |
| 2014    | Inspector George Gently        | Ирен Седдон                      |
| 2014    | Casualty                       | констебль Моника Дарлинг         |
| 2015    | Убийства в Мидсомере           | Диана Карнарвон                  |
| 2015    | Страшные сказки                | Октавия Путни                    |
| 2015-16 | Home Fires                     | Сара Коллингборн                 |
| 2017    | Ransom                         | Лори                             |
| 2018    | Doctors                        | главный инспектор Гейл Харгривз  |
| 2020    | Бриджертоны                    | леди Вайолет Бриджертон          |

### Радиопостановки
| Дата                                    | заглавие                          | Роль        | Станция     |
| --------------------------------------- | --------------------------------- | ----------- | ----------- |
| 11 августа 2008 г. — 15 августа 2008 г. | Записки у изголовья (1 серия)     | Сэй-Сёнагон | BBC Radio 4 |
| 8 июня 2009 г. — 12 июня 2009 г.        | Записки у изголовья (2 серия)     | Сэй-Сёнагон | BBC Radio 4 |
| 30 октября 2010                         | The Vanishing                     | Лиенке      | BBC Radio 4 |
| 26 мая 2011 г. — 30 мая 2011 г.         | The Spy Who Came in from the Cold | Лиз Голд    | BBC Radio 4 |
| 15 ноября 2010 г. — 19 ноября 2010 г.   | Записки у изголовья (3 серия)     | Сэй-Сёнагон | BBC Radio 4 |
| 31 октября 2011 г. — 4 ноября 2011 г.   | Записки у изголовья (4 серия)     | Сэй-Сёнагон | BBC Radio 4 |